# Шета (язык)
Язык шета (порт. xetá) — язык индейского племени шета, проживавшего на момент контактов с бразильцами (начиная с 1950-х) в Серра-дус-Дорадус (Парана). Профессор А. Родригиш относит его к подгруппе I языков тупи-гуарани.
Язык шета находится на грани вымирания. По данным SIL число носителей в 1990 году составляло 3 человека. В настоящее время молодые шета пытаются заново выучить этот язык от представителей старшего поколения, хотя после резни, произошедшей в области их проживания никто из них не может уверенно говорить на этом языке.